# 英雄無淚 (電視劇)
《英雄無淚》是香港無綫電視1979年根據古龍同名小說改編的電視連續劇，全劇共5集，編導李鼎倫，主要演員有夏雨、黃樹棠、李琳琳、劉丹、馮淬帆、韓馬利等。

## 主題曲
| 曲名         | 作曲   | 作詞 | 演唱 |
| ------------ | ------ | ---- | ---- |
| 《英雄無淚》 | 顧嘉煇 | 黃霑 | 甄妮 |

## 演員表
- 夏　雨 飾 司馬超群
- 劉　丹 飾 卓東來
- 黃樹棠 飾 小　高 (高漸飛)
- 李琳琳 飾 吳　婉
- 韓馬利 飾 蝶　舞
- 馮淬帆 飾 蕭淚血
- 陳惠敏 飾 夏侯淵
- 曾偉明 飾 鐵算盤
- 梁漢輝 飾 都　存
- 霍潔貞 飾 小　芳
- 曾玉霞 飾 小　芬
- 陳嘉碧 飾 美　女
- 黃志偉 飾 都　莊
- 梁少華 飾 孫　通
- 李道瑜 飾 孫　遠
- 李鵬飛 飾 白石道人
- 麥飛鴻 飾 丐幫凌長老
- 何廣倫 飾 韓　章
- 盧國偉 飾 木　雞
- 龍天生 飾 釘　頭
- 關　聰 飾 楊　堅
- 甘國衛 飾 卓　青
- 黃家達 飾 朱　猛
- 鍾志強 飾 蔡　宗
- 甄茂強 飾 蠻　牛
- 馮競文 飾 老闆娘
- 葉夏利 飾 琴　師
- 胡智龍 飾 手下甲